# 歩兵第108連隊
歩兵第108連隊（ほへいだい108れんたい、歩兵第百八聯隊）は、大日本帝国陸軍の連隊のひとつ。

## 沿革
- 1938年（昭和13年） - 第8連隊留守隊を基幹に編成される

6月23日 - 軍旗拝受、編成後は満州へ向い錦州に駐屯する
7月12日 - 張鼓峰事件にため、延吉の警備にあたる。その後師団が第21軍に加入したため華南へ向かう
10月22日 - バイアス湾上陸作戦ののち広東攻略戦に参加
- 1939年（昭和14年）

1月 - 広東地方警備のため山水に移駐
11月 - 翁英作戦では西村支隊として先遣任務と鉄道工兵部隊の警備にあたる。粤漢線沿いの中国軍攻撃のため北上し、警備任務をしつつ小競り合いを繰り返す
- 1944年（昭和19年） - 大陸打通作戦に参加し、11月29日には三江墟を占領する。以後武宜を目指して進撃するが途中の山岳地帯で激戦を繰り広げる
- 1945年（昭和20年）

1月 - 前月31日から続く華蕾高地での戦闘は砲兵支援の下で総攻撃を実施し同地を占領、同月4日に武宜に入城する
3月 - アメリカ軍の上陸に備え広東で洞窟陣地の構築を進める
8月 - 終戦

## 歴代連隊長
| 代 | 氏名       | 在任期間     | 備考 |
| -- | ---------- | ------------ | ---- |
| 1  | 宮田兼治郎 | 1938.6.18 -  |      |
| 2  | 松野尾勝明 | 1939.1.31 -  |      |
| 3  | 上野源吉   | 1941.12.16 - |      |
| 末 | 青野三郎   | 1945.3.9 -   |      |